# Agatówka łobodnica
Agatówka łobodnica, sówka łobodnica, zielenica łobodnica (Trachea atriplicis) – gatunek motyla z rodziny sówkowatych.
Motyl o rozpiętości skrzydeł od 41 do 47 mm, ubarwiony szaro lub brunatno z zielonym deseniem. Na przednim skrzydle zielona od wewnątrz przepaska falista, plamki nerkowata i okrągła z jasnymi obwódkami, a pod nerkowatą pólko barwy różowej lub białej. Gąsienica początkowo zielona, później staje się brunatno-czerwona z prążkowaniem.
Do roślin żywicielskich gąsienic należą: pokrzywa, łoboda, komosa, jasnota, szczaw i powój.
Występuje w prawie całej Europie, w tym w całej Polsce, a ponadto w Korei i Japonii.